# Samarium
Samarium (nach dem Mineral Samarskit, das vom deutschen Mineralogen Heinrich Rose nach dem russischen Bergbauingenieur Wassili Samarski-Bychowez benannt wurde) ist ein chemisches Element mit dem Elementsymbol Sm und der Ordnungszahl 62. Im Periodensystem steht das silbrig glänzende Element in der Gruppe der Lanthanoide und zählt damit auch zu den Metallen der Seltenen Erden. Samarium ist das erste natürlich vorkommende Element, das nach einer Person benannt wurde.

## Geschichte
Zur Entdeckung des Samariums gibt es in der Literatur mehrere Darstellungen, bei denen die Schweizer Jean Charles Galissard de Marignac und Marc Delafontaine sowie der Franzose Paul Émile Lecoq de Boisbaudran genannt werden:
1. 1853 wies Galissard de Marignac Samarium spektroskopisch anhand einer scharfen Absorptionslinie im Didymoxid nach. 1879 isolierte Lecoq de Boisbaudran das Element aus dem Mineral Samarskit ((Y,Ce,U,Fe)3(Nb,Ta,Ti)5O16).
2. 1878 entdeckte Delafontaine Samarium, das er Decipum nannte, im Didymiumoxid. 1879 entdeckte unabhängig von ihm Lecoq de Boisbaudran Samarium. 1881 zeigte Delafontaine, dass sein isoliertes Element neben Samarium ein weiteres Element enthält.
3. Die unter 1 erwähnte spektroskopische Entdeckung von 1853 durch Marignac wurde 1878 von Lecoq de Boisbaudran gemacht.

1903 stellte der deutsche Chemiker Wilhelm Muthmann metallisches Samarium durch Elektrolyse her.
Die Bezeichnung des Elements leitet sich vom Mineral Samarskit ab, das nach dem russischen Berginspektor (Bergbaubeamten) Oberst Samarski-Bychowez benannt wurde, der das Mineral entdeckt hatte.

## Vorkommen

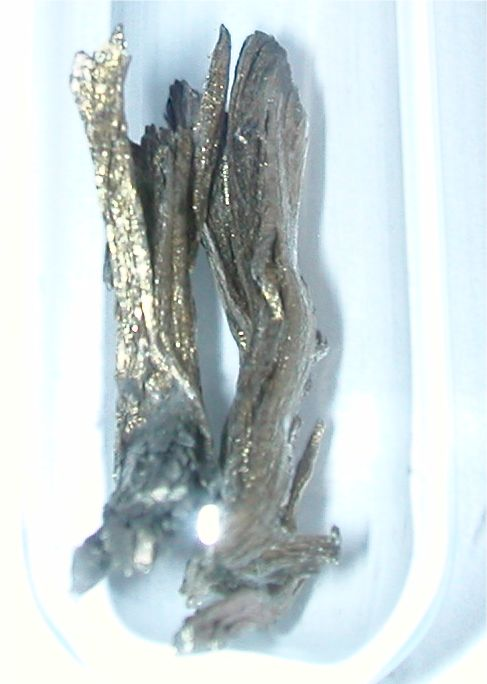
Samarium in Ampulle unter Argongas

Gediegen kommt elementares Samarium nicht vor. Einige Mineralien wie Monazit, Bastnäsit und Samarskit enthalten jedoch das Element. Monazit enthält bis zu 1 % Samarium.

## Gewinnung
Samarium wird derzeit fast ausschließlich in China gewonnen. In den USA ist der größte Nutzer von Samarium das Rüstungsunternehmen Lockheed Martin. Ab den 1970er Jahren bezog der Westen Samarium vor allem von einer Fabrik in La Rochelle, Frankreich. Diese Fabrik schloss 1994, auch weil sie mit der günstigeren Konkurrenz aus China nicht mithalten konnte. In China wird es vor allem in Baotou in der Inneren Mongolei gewonnen.

## Darstellung
Ausgehend vom Monazit oder Bastnäsit werden Seltenerdmetalle über Ionentausch, Solvent-Extraktion oder elektrochemische Deposition aufgetrennt. In einem letzten Verfahrensschritt wird das hochreine Samariumoxid mit metallischem Lanthan zum Metall reduziert und absublimiert.

## Eigenschaften
In Luft ist Samarium halbwegs beständig, es bildet eine passivierende, gelbliche Oxidschicht aus. Metallisch glänzendes Samarium entzündet sich oberhalb von 150 °C. Mit Sauerstoff reagiert es zum Sesquioxid Sm2O3. Mit Wasser reagiert es heftig unter Bildung von Wasserstoff und Samariumhydroxid. Die beständigste Oxidationsstufe ist wie bei allen Lanthanoiden +3.
Samarium kommt in drei Modifikationen vor. Die Umwandlungspunkte liegen bei 734 °C und 922 °C. Sm3+-Kationen färben wässrige Lösungen gelb.
Die Halbwertszeit von Samarium-146 wurde auf 92 ± 2,9 Millionen Jahre bestimmt. Gem. Medienmitteilung vom Paul Scherrer Institut im August 2024 wurde die Halbwertszeit noch präziser bestimmt. Sie beträgt 92 ± 2,6 Millionen Jahre. Die Halbwertszeit von Samarium-146 wurde in einem präzisen Experiment ermittelt, das sich in drei Hauptschritte gliedert. Zuerst wurde eine hochreine Samarium-146-Probe hergestellt, indem Tantal-Proben an der Schweizer Spallations-Neutronenquelle bestrahlt und anschließend chemisch gereinigt wurden. Dann wurde die Aktivität der Probe gemessen, indem sie in einem exakt kalibrierten Detektor platziert wurde, um die Alpha-Zerfälle zu zählen. Schließlich wurde die Anzahl der Samarium-146-Atome durch Massenspektrometrie bestimmt. Diese Kombination erlaubte es, die Halbwertszeit einigermaßen exakt festzulegen.

## Isotope
Es existieren vier stabile und 19 instabile, radioaktive Isotope. Die häufigsten natürlichen Isotope sind 152Sm (26,7 %), 154Sm (22,7 %) und 147Sm (15 %).

## Verwendung
- Zusammen mit anderen Seltenerdmetallen für Kohle-Lichtbogenlampen für Filmvorführanlagen.
- Dotieren von Calciumfluorid-Einkristallen für Maser und Laser.
- Wegen seines großen Wirkungsquerschnitts für thermische und epithermische Neutronen wird Samarium als Neutronen-Absorber in nuklearen Anwendungen verwendet. Da Sm‑149 auch als Spaltprodukt entsteht, ist es ein unvermeidbares Neutronengift in Kernreaktoren.
- Samarium-Cobalt-Magnete:
Permanentmagnete aus SmCo5 weisen einen hohen Widerstand gegen Entmagnetisierung auf sowie eine Koerzitivfeldstärke von bis zu 2200 kA/m. Die verbesserte Legierung Sm2Co17 ist in der Herstellung aufwendiger, weist aber höhere magnetische Eigenschaften und eine verbesserte Korrosionsbeständigkeit auf.
Verwendung finden sie in Schrittmotoren für Quarzuhren, Antriebsmotoren in Kleinsttonbandgeräten (Walkman, Diktiergeräten), Kopfhörern, Sensoren, Kupplungen in Rührwerken und Festplattenlaufwerken. Als gewichtssparende Magnetwerkstoffe werden sie auch in der Luft- und Raumfahrt verwendet.
- Samariumoxid wird optischem Glas zur Absorption von infrarotem Licht zugesetzt.
- Samariumverbindungen werden zur Sensibilisierung von (Leucht‑)Phosphor für Bestrahlung mit infrarotem Licht genutzt.
- Als Katalysator; Samariumoxid katalysiert die Hydrierung und Dehydrierung von Ethanol (Alkohol).
- Verbindungen mit Samarium in der weniger günstigen Oxidationsstufe +2 (insbesondere Samarium(II)-iodid und Samarium(II)-bromid) finden Anwendung in der organischen Synthese (Reduktionsmittel und Ein-Elektronen-Transferreagenz, z. B. samariumvermittelte Pinakol-Kupplungen).
- In Verbindung mit dem Radiopharmakon Ethylendiamintetra(methylenphosphonsäure) in der Nuklearmedizin zur palliativen Therapie von Knochen- und Skelettmetastasen.
- In der Medizin wird das Isotop Sm‑153 in Verbindung mit einem Bisphosphonat (Lexidronam) zur Behandlung von Knochenschmerzen bei Krebserkrankungen eingesetzt (Radionuklidtherapie bei Knochenmetastasen).

## Verbindungen
- Samarium(III)-oxid Sm2O3

- Samarium(III)-fluorid SmF3
- Samarium(III)-chlorid SmCl3
- Samarium(II)-bromid SmBr2
- Samarium(III)-bromid SmBr3
- Samarium(II)-iodid SmI2
- Samarium(III)-iodid SmI3

- Samarium(III)-sulfat Sm2(SO4)3

- Samarium-Cobalt Legierung, zum Beispiel SmCo5 und Sm2Co17
- Samarium-153-EDTMP Samarium-Ethylendiamintetramethylen-Phosphonat